# Mood Indigo
Mood Indigo è un brano jazz del 1930 composto da Duke Ellington (1899-1974) e Barney Bigard (1906-1980). Irving Mills ha scritto le parole per la versione cantata. È un celebre jazz standard.
In realtà, la genealogia del brano è piuttosto complessa. Bigard sostenne di averlo scritto in gran parte, ma di averlo appreso dal proprio maestro, il clarinettista Lorenzo Tio Jr. Ellington affermò invece di averlo scritto in quindici minuti mentre sua madre cucinava.
Il debutto alla radio suscitò l'interesse dei fan, tanto che il produttore Irving Mills pensò di aggiungervi delle parole e farne una canzone. Non è chiaro se le parole siano state scritte da Mills stesso o dal paroliere Mitchell Parish, che in quel periodo lavorava per Mills.